# Panicum gouinii
Panicum gouinii är en gräsart som beskrevs av Eugène Pierre Nicolas Fournier. Panicum gouinii ingår i släktet vipphirser, och familjen gräs. Inga underarter finns listade i Catalogue of Life.